# Russula versatilis

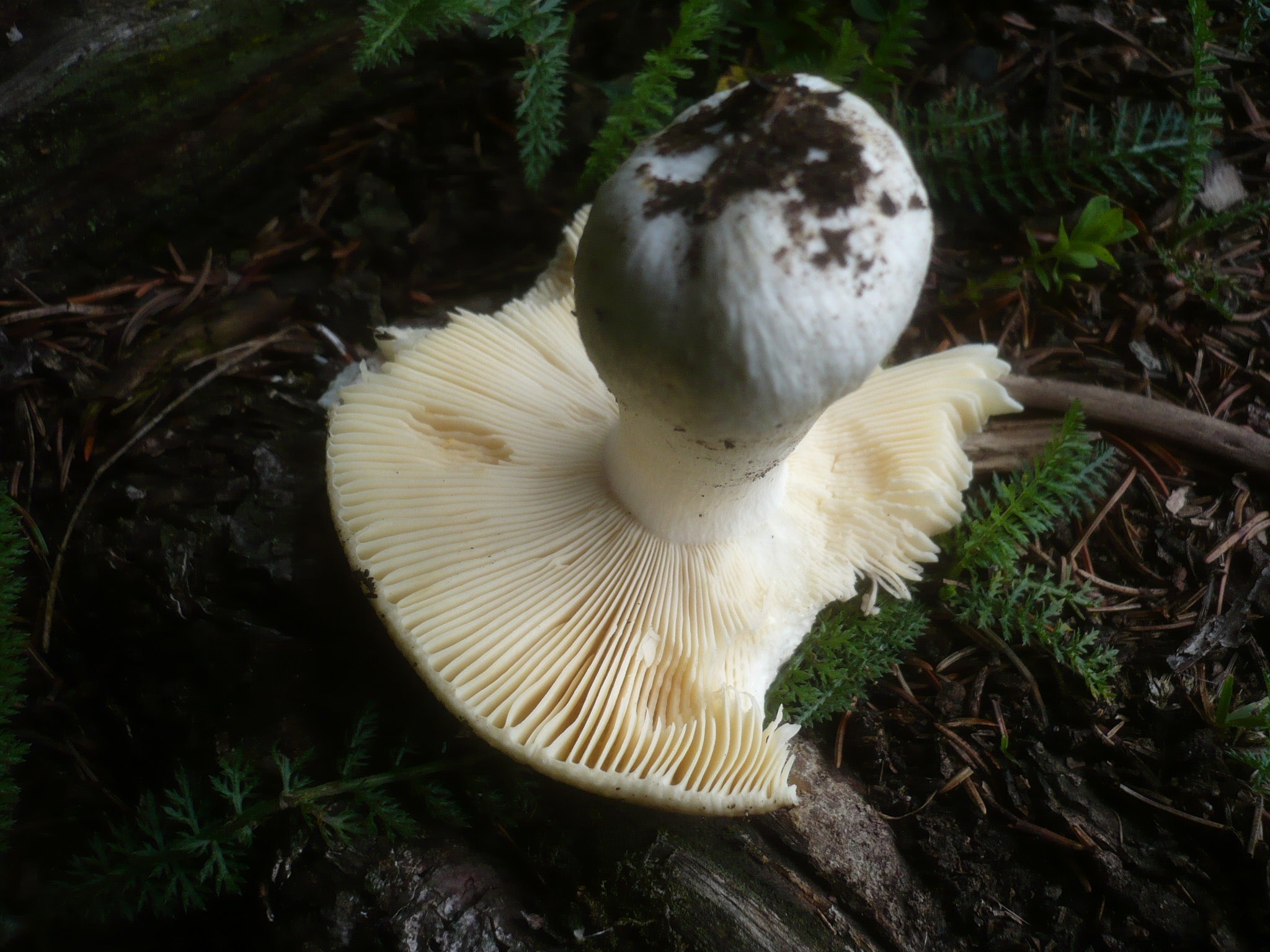

Russula versatilis Romagn. – gatunek grzybów należący do rodziny gołąbkowatych (Russulaceae).

## Systematyka i nazewnictwo
Pozycja w klasyfikacji według Index Fungorum: Russula, Russulaceae, Russulales, Incertae sedis, Agaricomycetes, Agaricomycotina, Basidiomycota, Fungi.
Po raz pierwszy opisał go w 1962 r. Henri Charles Louis Romagnesi we Francji i nadana przez niego nazwa naukowa jest aktualna.

## Morfologia
Kapelusz
O średnicy 1,8–5 cm, cienki i kruchy, początkowo wypukły, następnie rozpłaszczający się, na koniec czasami z wklęsłym środkiem lub kubeczkowaty. Brzeg początkowo regularny, potem mocno i szeroko żłobiony. Powierzchnia na środku brązowowinnofioletowa, izabelowata, na brzegu brudnowinnoróżowa, winnopłowa, a nawet różowawa, często o zróżnicowanym wyglądzie, nawet z fioletowymi lub rdzawymi plami i mniej lub bardziej wyraźnymi odcieniami miedzowymi. Skórka lepka, błyszcząca, zwykle zauważalnie szorstka w starszym wieku.
Trzon
Wysokość 2–5,5 cm, grubość 0,5–1,1 cm, równy lub dość często maczugowaty, czasem rozszerzony lub nawet zwężony pod blaszkami, kruchy, początkowo miękki, następnie pusty. Powierzchnia biała, następnie słomkowożółtawo nabiegła, z wiekiem może być pokryta rdzawożółtymi smugami, ale żółknie znacznie mniej niż gołąbek skromny (Russula puellaris).
Blaszki
Cienkie i rzadkie, z kilkoma rozwidleniami w pobliżu trzonu, tępe, o szerokości 3,5–8 mm, początkowo kremowobiałe, następnie jasnoochrowe. Krawędzie całe, tej samej barwy.
Miąższ
Cienki i bardzo kruchy, biały, lecz delikatnie żółknący. Świeże okazy mają wyraźny, lecz ulotny zapach fiołków. Smak łagodny, ltylko ostrza młodych okazów są nieco ostre. Szybko i wyraźnie reaguje z gwajakolem.
Cechy mikroskopowe
Podstawki 27–42 × 9–11 µm. Bazydiospory 6,5–8,5 × 5,2–6,7 µm, odwrotnie jajowate, brodawkowate do kolczastych, z brodawkami różnokształtnymi, tępymi lub ostrymi, o długości do 1 µm, dość liczne, niecałkowicie lub nawet bardzo mało amyloidalne. Wyrostek wnęki 1,25 × 0,75–1 µm, łysinka nieregularna, 2,25–2,75 µm, czasami z brodawkowatym brzegiem. Cystydy cylindryczne lub wrzecionowate, 50–85 × 6–13 µm, liczne, częściowo czerniejące w sulfowanilinie. Epikutis ze smukłymi, niepozornymi włoskami 1,7–3,2 µm, zmieszanymi z licznymi, cylindrycznymi dermatocystydami o szerokości 4–8,5 µm z licznymi przegrodami. Pod skórką allantoidalne strzępki mleczne o szerokości 6–7,5 µm i duże sferocyty o szerokości do 43 µm.

## Występowanie i siedlisko
Znany jest tylko w niektórych krajach w Europie. Brak go w opracowanym w 2003 r. przez Władysława Wojewodę wykazie wielkoowocnikowych grzybów podstawkowych Polski, po raz pierwszy jego stanowiska podali Anna Kujawa i inni w 2019 r. Aktualne stanowiska podaje także internetowy atlas grzybów. Znajduje się w nim na liście gatunków zagrożonych i wartych objęcia ochroną.
Gołąbki to naziemne grzyby mykoryzowe. Występuje w wilgotnych i zacienionych lasach, pod grabami, leszczynami.